# John Gofman
John William Gofman (21 septembre 1918 – 15 août 2007) est un scientifique américain. 
Il fut professeur émérite de biologie cellulaire et moléculaire à l'université de Californie à Berkeley.

## Travaux
Gofman est un pionnier dans le champ de la lipidologie clinique, et se voit honoré du titre de « Père de la lipidologie clinique » par le Journal of Clinical Lipidology en 2007. 
Avec Frank T. Lindgren et d'autres collaborateurs, Gofman découvre et décrit trois grandes classes de lipoprotéines, des molécules qui transportent le cholestérol dans le sang. L'équipe qu'il dirige au Donner Laboratory démontre ensuite le rôle des lipoprotéines dans l'induction de maladies cardiaques.
Gofman joue un rôle central dans le domaine de la radioprotection, ses travaux ayant conduit la communauté scientifique à reconnaître les risques de cancer liés aux radiations ionisantes et à adopter le modèle linéaire sans seuil comme moyen d'estimer les risques de cancer dus aux faibles doses de radiation et comme fondement des normes internationales de radioprotection.
Gofman mène ses premiers travaux de recherches en physique et chimie nucléaires, en lien étroit avec le Projet Manhattan. Il co-découvre plusieurs radio-isotopes, notamment l'uranium-233 et sa fissionnabilité ; il est la troisième personne de l'histoire à travailler avec du plutonium, et, ayant conçu l'un des premiers procédés permettant de séparer le plutonium des produits de fission à la demande de Robert Oppenheimer, le premier chimiste qui parvient à isoler des quantités de plutonium atteignant le milligramme.
En 1963, Gofman met en place la Division de Recherche Biomédicale du Livermore National Laboratory, au sein duquel il mène des recherches pionnières sur le lien entre cancer et anomalies chromosomiques.
Plus tard, Gofman s'engage pour alerter sur les dangers de l'énergie nucléaire. À partir de 1971, il est président du Committee for Nuclear Responsibility. Il reçut le Right Livelihood Award (le prix Nobel alternatif) pour ses travaux sur les effets sanitaires de l'exposition des populations aux faibles doses de radiation dues à la catastrophe de Tchernobyl.

## Interviews et discours
- Poisoned power / Dr. John Gofman, interview (en anglais) par Elizabeth Eielson, KFPA, 1973. Écouter un extrait de 20 minutes (début à 8 min 55 s).
- Sally Smith Hughes, John Gofman: Medical Research and Radiation Politics, The Bancroft Library, University of California, Berkeley, Oral History Interviews, Medical Physics Series, 1980
- Leslie J. Freeman, John W. Gofman - Medical Physicist, in Nuclear Witnesses - Insiders speak out, 1981
- Pat Stone, John Gofman: Nuclear and Anti-Nuclear Scientist, Mother Earth News, mars-avril 1981
- Carole Gallagher, American Ground Zero - The Secret Nuclear War, Random House New York, 1993, p. 294-303, interview réalisée en mars 1992
- Discours d'acceptation du Right Livelihood Award, 9 décembre 1992
- California Monthly: A Conversation with Dr. John Gofman, 1993
- Gofman on the health effects of radiation, Synapse, vol. 38, no 16, 20 janvier 1994
- Fred Gardner, Shobhit Arora, Dr. Strangelove’s Nemesis, Counterpunch, 2008, transcription d'une interview (en anglais) de 1994
- US DOE Office of Human Radiation Experiments, Oral history of Dr. John W. Gofman, 20 décembre 1994
- Studs Terkel, Coming of age - The Story of Our Century by Those Who've Lived It, 1995
- Video Radioactive  Berkeley: No Safe Dose, décembre 1996
- Dirty Harry: When the American Dream Became a Nightmare, Part 2, courte interview de Gofman à 14:55